# Cypraeovula castanea
Cypraeovula castanea is een slakkensoort uit de familie van de Cypraeidae. De wetenschappelijke naam van de soort is voor het eerst geldig gepubliceerd in 1868 door Higgins.